# Eugen Fried
Eugen Freid (13 de marzo de 1900-17 de agosto de 1943) fue un comunista checoslovaco que desempeñó un papel destacado en el Partido Comunista Francés en la década de 1930 y comienzos de la siguiente en calidad de representante de la Internacional Comunista. Se aseguró de que los dirigentes del partido fuesen leales a Stalin y siguió las instrucciones recibidas de Moscú. Fue cruel pero discreto, y apenas apareció en los medios de difusión.

## Biografía

### Comienzos (1900-21)
Eugen (Jenő) Fried nació el 13 de marzo de 1900 en Trnava, en la moderna Eslovaquia oriental, entonces parte del Imperio austrohúngaro, en el seno de una familia de modestos comerciantes judíos. Fue un estudiante dotado, y concluyó la enseñanza secundaria en 1917.. Comenzó entonces a estudiar química en la Universidad de Budapest, pero no pudo graduarse debido a la disolución de Austria-Hungría a finales de 1918. Se afilió a los bolcheviques y de marzo a julio de 1919 participó en la revolución de Béla Kun, que había proclamado la República Soviética Húngara. Cuando la república fue abolida, se refugió en la nueva Checoslovaquia.

### En el Partido Comunista de Checoslovaquia (1921-29)
Fried se afilió al Partido Comunista de Checoslovaquia (KSČ, Komunistická strana Československa) en su fundación en 1921. Se le destinó a Košice, capital de la Eslovaquia oriental, donde actuó para el partido hasta 1924. Ese año visitó ilegalmente Moscú para asistir al quinto congreso de la Internacional Comunista (Comintern). Fue detenido tras regresar a Checoslovaquia y se le condenó a treinta meses de prisión. Pasó en la cárcel de 1925 a 1927. En 1927 desposó a otra joven activista eslovaca. Era un hombre cultivado que había leído mucho, le interesaban distintos asuntos y hablaba varias lenguas. Era elegante, atildado, cortés y educado, pero cruel.
Tras cumplir la pena, se le destinó a Liberec, en Bohemia, en el oeste del país, dado que era demasiado conocido en Eslovaquia. Para entonces era ya un revolucionario profesional, admirador de Stalin. Atrajo la atención de Dmitri Manuilski, uno de los representantes de Stalin en el Comintern, que le encomendó tareas cada vez más importantes. En junio de 1928, era responsable de purgar del KSČ a los dirigentes que no eran suficientemente obedientes a Moscú. Ingresó en la secretaría del KSČ en diciembre de ese año y se le encargó que implantase una dirección leal a Stalin. Dejó a su mujer en 1929 cuando Manuilski lo llamó a trabajar para el Comintern en Moscú. Sin embargo, el Comintern lo acusó de izquierdismo en diciembre de 1929, si bien recuperó su puesto tras escribir una autocrítica.

### En el Partido Comunista francés (1930-39)
Se lo nombró «referente» del Comintern (responsable de la supervisión) del Partido Comunista Francés (PCF, Parti communiste français), a finales de 1930. Asumió el sobrenombre de «Clément». De 1931 a 1942 desempeñó un papel fundamental en el PCF, que por entonces estaba sumido en una crisis organizativa. Freid tenía órdenes de eliminar de él a los elementos socialdemócratas y anarcosindicalistas y evitar la influencia de los trotskistas. Debía acabar con las rivalidades internas, eliminar a los elementos considerados indeseables y lograr que la nueva dirección del partido fuese fiel a Moscú, objetivos que alcanzó en pocos años. Destituyó a Henri Barbé y Pierre Célor y favoreció a Maurice Thorez, Jacques Duclos, Benoît Frachon y André Marty. Tras lograr que Thorez se hiciese con la dirección de la formación, se retiró de la vida pública, pero siguió dominando el partido en la sombra. Asistió junto a Thorez al Congreso Obrero Antifascista y al VII Congreso del Comintern, en los que Thorez siguió apareciendo como el dirigente del partido.
Se creó una Comisión de Cuadros (comisión des cadres) para vigilar a los miembros del partido y eliminar de él a los informantes y aquellos considerados poco fiables. Una de las técnicas empleadas fue la de solicitar a los afiliados que cumplimentasen unos impresos con datos autobiográficos, cuyos datos a continuación se corroboraban. Maurice Tréand asumió la dirección de la comisión a principios de 1933. La labor de la comisión era parcialmente secreta y en ella participaban Freid, Thorez y las agencias de la Comintern. En 1934 Freid destituyó a Jacques Doriot, al que los soviéticos culpaban de haber denunciado apresuradamente el peligro que podía suponer la nueva Alemania nazi. Menos de un año después el PCF siguió la consigna de la Comintern  de apoyar el programa del Frente popular. Tras los comicios de 1936, Fried se encargó de que el PCF apoyase al gobierno de Léon Blum, aunque sin participar en él. Minimizó las purgas estalinistas de finales de la década, y tuvo que explicar el Pacto Ribbentrop-Mólotov entre Alemania y la Unión Soviética a los dirigentes del partido.

### En la Segunda Guerra Mundial (1939-43)
La Segunda Guerra Mundial estalló a principios de septiembre de 1939. El Comité Ejecutivo de la Internacional Comunista comunicó a los partidos comunistas francés y británico a través de Fried que la guerra no enfrentaba a la democracia contra el fascismo, sino simplemente a distintas potencias imperialistas, y que los partidos debían concentrarse en la lucha contra capitalismo, considerado la fuente de todas las  guerras. El gobierno de Édouard Daladier ilegalizó el PCF el 26 de septiembre de 1939. Treinta cinco diputados comunistas y miles de activistas fueron detenidos en los meses siguientes, y más de tres mil refugiados comunistas fueron arrestados también. Fried organizó la huida de Thorez a la Unión Soviética a través de Bélgica. Él mismo se instaló en Bruselas y siguió dirigiendo el PCF clandestino desde allí. En la capital belga creó un centro clandestino de la Comintern para toda Europa occidental que mantenía contacto radiotelegráfico con Moscú y dominaba el PCF.
Los alemanes invadieron Francia en mayo de 1940, y el país firmó el armisticio del 22 de junio de 1940. Ese mismo día, Fried recibió las directrices detalladas del dirigente de la Comintern Gueorgui Dimitrov y de Thorez sobre las actividades que debían realizarse respecto de las fuerzas alemanas de ocupación. Inmediatamente después de la ocupación, algunos comunistas franceses intentaron obtener permiso de los alemanes para publicar legalmente su periódico, L'Humanité. Fried no recibió orden de cesar todo contacto con las autoridades alemanas hasta comienzos de agosto de 1941. La dirección del Partido Comunista Francés en el periodo que comenzó con la ocupación de Francia y concluyó con la invasión alemana de la URSS el 22 de junio de 1941 se instaló en tres lugares: el secretario general Maurice Thorez estaba en Moscú con André Marty; en París el partido lo dirigía Benoît Frachon, con la ayuda de Arthur Dallidet; luego en Bruselas se escondían Jacques Duclos, que luego dirigió la formación y la resistencia comunista, así como Maurice Tréand y Eugen Fried.
Tras la invasión alemana de la Unión Soviética, Fried recibió instrucciones cifradas en las que se le indicaba que los comunistas de Europa Occidental debían emplear todos los medios para soliviantar a la población contra los ocupantes; los métodos recomendados incluían las manifestaciones, las huelgas y el sabotaje. La Orquesta Roja fue una importante red de espionaje soviético que operaba en toda Europa occidental; y en diciembre de 1941 Dimitrov indicó a Fried que se pusiese en contacto con su jefe, Leopold Trepper. La reunión no pudo celebrarse porque la Gestapo desmanteló la estación radiofónica de la organización y Trepper tuvo que huir a París. Los alemanes detuvieron a más agentes en julio de 1942 y otros fueron traicionados. Fried fue asesinado en Bruselas por la Gestapo el 17 de agosto de 1943. Su verdadera identidad no se conocía por entonces. Los dirigentes comunistas franceses de la posguerra ignoraban el destacado papel que había desempeñado hasta su muerte.